# Archiwum Państwowe w Łodzi
Archiwum Państwowe w Łodzi – instytucja państwowa zajmująca się gromadzeniem, przechowywaniem, opracowywaniem i udostępnianiem materiałów archiwalnych. Archiwum Państwowe w Łodzi posiada Oddział w Sieradzu.

## Historia
W 1926 roku utworzono Archiwum Akt Dawnych m. Łodzi, które dało początek zorganizowanemu życiu archiwalnemu w Łodzi. W roku 1937 wprowadzono nowy statut instytucji, dzięki czemu archiwum zyskało znaczną samodzielność oraz zmieniło nazwę na Archiwum Miejskie. Zarządzeniem Ministra Oświaty z 20 czerwca 1950 r. siedziba archiwum Państwowego w Piotrkowie została przeniesiona do Łodzi. Od tego momentu należy datować początki łódzkiego Archiwum Państwowego, jako samodzielnej instytucji. Na mocy dekretu o archiwach państwowych z dnia 29 marca 1951 r. oraz zarządzenia Prezesa Rady Ministrów z dnia 8 czerwca 1951 r. w sprawie utworzenia archiwów centralnych i terenowych, dotychczasowe Archiwum Miejskie weszło w skład Archiwum Państwowego. W ten sposób utworzono Wojewódzkie Archiwum Państwowe w Łodzi. W latach 1957–1975 funkcjonowało ono jako Archiwum Państwowe Miasta Łodzi i Województwa Łódzkiego. Po reformie administracyjnej przyjęło w 1976 r. nazwę Wojewódzkiego Archiwum Państwowego, by w 1984 r. zmienić ją ponownie na Archiwum Państwowe w Łodzi.

## Zasób
- Archiwum Państwowe w Łodzi przechowuje 2469 zespoły archiwalne (1059952 j.a., 12876 m.b.) – stan na 13.05.2015
- Oddział w Sieradzu przechowuje 812 zespołów archiwalnych (144854 j.a., 1974 m.b.) – stan na 16.02.2015